# Korean Register of Shipping
Het Korean Register of Shipping (KR) is een classificatiebureau uit Zuid-Korea dat verificatie en certificatie aanbiedt aan schepen en maritieme constructies. Het werd opgericht in 1960 en het hoofdkwartier bevindt zich in Daejeon.